# Thalia (tunicier)
Pour les articles homonymes, voir Thalia.
Genre
Thalia est un genre de salpes qui sont des tuniciers pélagiques.

## Liste des espèces
Selon Catalogue of Life (25 décembre 2020) et World Register of Marine Species (25 décembre 2020) :
- Thalia cicar van Soest, 1973
- Thalia democratica (Forskål, 1775)
- Thalia longicauda (Quoy & Gaimard, 1824)
- Thalia orientalis Tokioka, 1937
- Thalia rhinoceros van Soest, 1975
- Thalia rhomboides (Quoy & Gaimard, 1824)
- Thalia sibogae van Soest, 1973